# Clypidina galeata
Clypidina galeata is een slakkensoort uit de familie van de Fissurellidae. De wetenschappelijke naam van de soort werd voor het eerst geldig gepubliceerd in 1852 door A. Adams als Emarginula (Subemarginula) galeata.